# Karl Fjodorovitsj Kessler
Karl Fjodorovitsj Kessler (Russisch: Карл Фёдорович Кесслер) (Damra (Oblast Kaliningrad),19 november 1815 - Sint-Petersburg, 3 maart 1881) was een Duits/Russische dierkundige die een groot aantal nieuwe diersoorten (vooral vissen) voor de wetenschap verzamelde en beschreef. Hij werkte vooral vanuit Kiev en deed onderzoek in streken in en rond Oekraïne zoals het Gouvernement Kiev, het Gouvernement Wolynië, het Gouvernement Cherson, het Gouvernement Poltava en Bessarabië. Verder maakte hij studie van de visfauna in de rivieren de Dnjestr, Dnjepr en Zuidelijke Boeg en in de kustwateren van het Oekraïense deel van de Zwarte Zee.
Kessler was ook een van de eerste biologen die voorstelde dat wederzijds hulpbetoon (mutualisme) eerder een belangrijke sturende factor in de evolutie is dan de strijd om het bestaan. Deze theorie werd later uitgewerkt door de anarchist Peter Kropotkin.

## Bron
- Dit artikel of een eerdere versie ervan is een (gedeeltelijke) vertaling van het artikel Karl Kessler op de Engelstalige Wikipedia, dat onder de licentie Creative Commons Naamsvermelding/Gelijk delen valt. Zie de bewerkingsgeschiedenis aldaar.

- Gemeinsame Normdatei: 116145617
- International Standard Name Identifier: 0000 0001 0873 0815
- Library of Congress Control Number: no93036963
- Nederlandse Thesaurus van Auteursnamen: 371484006
- Système universitaire de documentation: 195272285
- Virtual International Authority File: 15512375
- WorldCat: E39PBJrm9Yfr8TVgrfyXDMR7pP